# 有頂天猫
「有頂天猫」（うちょうてんねこ）は、日本のゲーム実況者・キヨの楽曲。2023年4月23日にroom NBから配信限定リリースされた。

## 概要
Web『きよねこっ』の主題歌として起用され、キヨの友人のEveによって書き下ろされた。
2022年12月4日、Webアニメ『きよねこっ』にて本楽曲のショートバージョンが初公開された。
2023年4月22日、YouTubeにて乃木坂46の賀喜遥香を主演に迎えたミュージック・ビデオが公開された。フル音源は初公開となった。
4月23日、本楽曲が配信リリースされた。

## 収録曲
| #         | タイトル     | 作詞・作曲 | 編曲      | 時間 |
| --------- | ------------ | ---------- | --------- | ---- |
| 1.        | 「有頂天猫」 | Eve        | Numa      | 3:40 |
| 合計時間: | 合計時間:    | 合計時間:  | 合計時間: | 3:40 |

## チャート成績
2023年4月23日付のオリコンデイリーデジタルシングル（単曲）ランキングにて4,116DLで初登場2位を記録した。